# Umelecká beseda slovenská
O stejnojmenné budově v Bratislavě viz Umělecká beseda slovenská (budova)
Umělecká beseda slovenská je umělecký spolek na Slovensku přerušovaně působící v letech 1921–1939 a 1946–1949. V roce 1949 jej nahradily jednotlivé umělecké svazy. Jeho opětovné zrození se datuje rokem 1989.
Inspirována českou Uměleckou Besedou, vznikla v roce 1921 v Bratislavě Umělecká beseda Slovenská (UBS) za účelem sdružování a hmotné stimulace slovenských umělců. Návrh na její založení vyšel od českého akad. malíře Jaroslava Jareše, který žil od r. 1919 v Bratislavě. V roce 1926 byl spolkovou výstavou otevřen dům UBS, postaven v parčíku u tehdy jediného bratislavského mostu. Stavba vznikla podle vítězného soutěžního návrhu českých architektů A. Belána a J. Grosmanna. Prvním starostou UBS byl architekt Dušan Jurkovič. UBS měla obory hudební, literární a výtvarný. V době zrodu v jejich čele stáli E. Maršík, H. Gregorová a D. Jurkovič.
UBS byla spolkem "kulturním, nepolitickým, jejímž cílem bylo sloužit umění, šířit krásu, budit lásku k ní a v první řadě propagovat umění československé", jak se píše v katalogu první výstavy v bratislavském pavilonu UBS z roku 1926. V obsahu a významu slova "beseda" spolek proklamoval nutnost i možnost kontaktů, setkání, diskuse, prezentace různých názorů, ale i spolupráce, pochopení i vzájemného porozumění a úcty. To všechno nebyly jenom romantizující názory a pocity 19. století. V tomto vědomí byly už obsaženy moderní estetické i etické principy tolerance a svobody projevu, demokracie tvorby i tvořivé zodpovědnosti umělce a hodnoty humanizmu umění, zejména v složitých a tragických válečných letech 20. století.
V meziválečných letech 20. století se ve spolku postupně prosazovala slovenská výtvarná moderna. Jejími členy byly nejvýznamnější malířské osobnosti – Fulla, Galanda, Bazovský, Želibský, Mudroch. Mezi prvorepublikovými členy UBS najdeme i řadu moravských umělců, např. Jura Mandel, Karel Sup, Josef Zamazal, František Malý, Karel Tondl a další. V roce 1939 byla UBS rozpuštěna.
K obnově činnosti došlo v roce 1946 (do roku 1949) a pak až v roce 1989. Starostou UBS se stal v duchu rodinné tradice hudebník prof. Miloš Jurkovič. Ve výtvarném oboru pracovali a s UBS vystavovali D. Castiglione, M. Greguš, B. Kolčáková, I. Kolčák, F. Kráľ, J. Ilavský, J. Koller, K. Fulierová, z mladších P. Augustovič, V. Bojňanský, D. Gladišová, V. Loviška, M. Lovišková, I. Pavle, R. Trizma i další.